# Teases and Dares
Albums de Kim Wilde
Catch As Catch Can
(1983) Another Step
(1986)
Teases and Dares (stylisé en Teases & Dares) est le 4e album de la chanteuse Kim Wilde, paru en 1984.

## Liste des chansons
| No  | Titre                  | Crédit(s)                 | Durée |
| --- | ---------------------- | ------------------------- | ----- |
| 1.  | The Touch              | M.Wilde, R.Wilde          | 4:13  |
| 2.  | Is It Over             | M.Wilde, R.Wilde          | 3:56  |
| 3.  | Suburbs of Moscow      | M.Wilde, R.Wilde          | 3:24  |
| 4.  | Fit In                 | K.Wilde                   | 4:38  |
| 5.  | Rage to Love           | M.Wilde, R.Wilde          | 4:20  |
| 6.  | The Second Time        | M.Wilde, R.Wilde          | 3:54  |
| 7.  | Bladerunner            | M.Wilde, R.Wilde          | 4:29  |
| 8.  | Janine                 | M.Wilde, R.Wilde          | 3:47  |
| 9.  | Shangri-La             | K.Wilde                   | 4:49  |
| 10. | Thought it was goodbye | M.Wilde, R.Wilde, K.Wilde | 4:38  |